# Xynobius cincticornis
Xynobius cincticornis är en stekelart som först beskrevs av Charles Joseph Gahan 1915.  Xynobius cincticornis ingår i släktet Xynobius och familjen bracksteklar. Inga underarter finns listade i Catalogue of Life.